# U-14号潜艇 (1911年)
陛下之14号潜艇是德意志帝国海军建造的一艘潜艇或称U艇。它由但泽的帝国船厂承建，于1911年7月11日下水，至1912年4月24日交付使用。U-14号是在第一次世界大战海战期间服役的329艘德国潜艇之一，并参加了大西洋潜艇战役。在其仅有的一次巡逻中，共击沉两艘协约国商船。1915年6月5日，U-14号在苏格兰的彼得黑德附近海域遭英国武装拖网渔船击沉。

## 历史
U-14号是由德意志帝国海军于1909年2月23日向但泽的帝国船厂订购。艇只于1911年7月11日下水，至1912年4月24日交付使用。入役后，U-14号被派往德占比利时港口泽布吕赫驻防，期间曾于1915年2月12日夜晚因港口遭到空袭而受损。
直至1915年5月底，U-14号才得以参与直接战斗任务。在6月2日的首次巡逻中，U-14号便在北海中部56°27′N 2°0′E / 56.450°N 2.000°E的方位将1669吨重、满载煤炭的丹麦货轮赛勒斯号（Cyrus）击沉。一天后，它又在57°8′N 0°12′E / 57.133°N 0.200°E的方位击沉了2238吨重、运送铁矿石的瑞典货轮拉普兰号（Lapland），当时后者正从纳尔维克驶往米德尔斯伯勒。
1915年6月5日，U-14号在阿伯丁以东、彼得黑德附近的苏格兰海岸与英国武装拖网渔船海洋II号（Oceanic II）相遇。U-14号鸣枪示警，但装备有武器的海洋II号不甘示弱，作为诱饵进行还击。时任艇长、海军中尉马克斯·哈默勒意识到U-14号在武器方面不如敌船后，立即下令潜水。但由于通海阀受损，只有艇艉沉没，艇艏则仍停留在水线上方。与此同时，其他武装拖网渔船已抵达现场，并近距离向露出水面的艇艏开火。哈默勒只得让潜艇完全浮起。在遭到鹰号（Hawk）武装拖网渔船的撞击后，他进而下令全体船员弃艇。U-14号最终在57°10′N 1°10′E / 57.167°N 1.167°E的方位沉没。其船员被英国船只救起，当中仅艇长1人遇难。

## 袭击历史摘要
| 日期         | 船名     | 船籍 | 吨位 | 结局 |
| ------------ | -------- | ---- | ---- | ---- |
| 1915年6月2日 | 赛勒斯号 | 丹麦 | 1669 | 击沉 |
| 1915年6月3日 | 拉普兰号 | 瑞典 | 2238 | 击沉 |

## 脚注
1. ↑  Helgason, Guðmundur. . German and Austrian U-boats of World War I - Kaiserliche Marine - Uboat.net.   [14 March 2015].
2. ↑  Helgason, Guðmundur. . German and Austrian U-boats of World War I - Kaiserliche Marine - Uboat.net.   [14 March 2015].
3. ↑  Helgason, Guðmundur. . German and Austrian U-boats of World War I - Kaiserliche Marine - Uboat.net.   [14 March 2015].
4. ↑  Karau，第27頁.
5. 1 2  Helgason, Guðmundur. . German and Austrian U-boats of World War I - Kaiserliche Marine - Uboat.net.   [19 February 2014].
6. ↑  Grant，第24–25頁.
7. ↑  Corbett，第45–46頁.